# Little Joe II
Il Little Joe II era un razzo statunitense usato dal 1963 al 1966 per eseguire lanci di prova per la messa a punto di alcuni sistemi della navicella spaziale Apollo, cioè il Launch Escape System (LES) e il sistema di atterraggio del modulo di comando e servizio. Il Little Joe II era un razzo a due stadi, alimentato da propellente solido; era lungo 26,20 metri e aveva un diametro di 3,96 metri, tale da potere contenere il modulo di servizio della navicella Apollo. Il razzo aveva da sei a nove motori (a seconda della versione) e poteva raggiungere un'altezza massima di 35 km portando un carico utile di 14 tonnellate. La sua costruzione fu cominciata nell'agosto 1962 e terminata nel luglio 1963.
Il little Joe II effettuò 5 voli suborbitali con la navicella Apollo senza equipaggio. Il primo lancio venne effettuato il 28 agosto 1963 e fu denominato QTV (Qualification Test Vehicle): aveva lo scopo di collaudare il razzo e portava solo la lamiera esterna del modulo di comando con in cima un finto LES. Successivamente vennero effettuati altri lanci, denominati A-001, A-002, A-003 e A-004. Dei 5 lanci effettuati, uno fu un insuccesso (il terzo), mentre gli altri raggiunsero lo scopo. I test effettuati riguardarono il funzionamento del LES in tre situazioni:
1. test di partenza non riuscita (pad abort), in cui un razzo di sicurezza (un razzo a propellente solido montato su una torre in cima al modulo di comando) avrebbe portato via la navicella se il razzo Saturn avesse minacciato di incendiarsi sulla rampa di lancio;
2. test di massima pressione dinamica (max q), in cui il razzo di sicurezza avrebbe portato via la navicella dal razzo Saturn se questo avesse cambiato traiettoria poco dopo il lancio, durante la fase di ascesa;
3. test di alta quota, in cui il razzo di sicurezza avrebbe portato via la navicella dal razzo Saturn se ad alta quota se il razzo si fosse rivelato incapace di metterla in orbita.

I test vennero effettuati nel Poligono di lancio di White Sands. L'ultimo lancio venne effettuato il 20 gennaio 1966; dopo tale data il razzo fu ritirato dal servizio e i test sulla navicella Apollo senza equipaggio continuarono con il razzo Saturn I.